# Gymnastique artistique aux Jeux olympiques d'été de 2016 - anneaux hommes
 (août 2016).
Pour un article plus général, voir Gymnastique artistique aux Jeux olympiques d'été de 2016.
Navigation
Londres 2012 Tokyo 2020
The Men's rings competition at the 2016 Summer Olympics will be held at the HSBC Arena.

## Competition format
The top 8 qualifiers in the qualification phase (limit two per NOC), based on combined score of each apparatus, advanced to the individual all-around final. The finalists performed on each apparatus again. Qualification scores were then ignored, with only final round scores counting.

## Qualifications
The gymnasts who ranked in the top eight qualified for the final. In the event of there being more than two gymnasts from same NOC, only the first two ranked among them would qualify for the final, with the next best ranked gymnast qualifying instead.
| Rang | Nom                      | Pays     | Difficulty | Execution | Penalty | Total  | Qualification |
| ---- | ------------------------ | -------- | ---------- | --------- | ------- | ------ | ------------- |
| 1    | Liu Yang                 | Chine    | 6.900      | 9.000     |         | 15.900 | Q             |
| 2    | Elefthérios Petroúnias   | Grèce    | 6.800      | 9.033     |         | 15.833 | Q             |
| 3    | You Hao                  | Chine    | 7.000      | 8.800     |         | 15.800 | Q             |
| 4    | Denis Ablyazin           | Russie   | 6.800      | 8.833     |         | 15.633 | Q             |
| 5    | Arthur Zanetti           | Brésil   | 6.700      | 8.833     |         | 15.533 | Q             |
| 6    | Samir Aït Saïd           | France   | 6.800      | 8.733     |         | 15.533 | Q1            |
| 7    | Dennis Goossens          | Belgique | 6.600      | 8.766     |         | 15.366 | Q             |
| 8    | Yuri van Gelder          | Pays-Bas | 6.800      | 8.533     |         | 15.333 | Q2            |
| 9    | Ihor Radivilov           | Ukraine  | 6.800      | 8.508     |         | 15.308 | R1            |
| 10   | Danny Pinheiro Rodrigues | France   | 6.900      | 8.366     |         | 15.266 | R2            |
| 11   | Oleg Verniaiev           | Ukraine  | 6.600      | 8.600     |         | 15.200 | R3            |

1 Saïd was forced to scratch from the final after breaking his leg during the qualification round. 

2 van Gelder was removed by the Dutch NOC after he was caught being under the influence of alcohol,.

## Finale
| Rang               | Gymnaste                 | Pays     | Score D | Score E | Pén. | Total  |
| ------------------ | ------------------------ | -------- | ------- | ------- | ---- | ------ |
| Médaille d'or      | Eleftherios Petrounias   | Grèce    | 6.800   | 9.200   |      | 16.000 |
| Médaille d'argent  | Arthur Zanetti           | Brésil   | 6.800   | 8.966   |      | 15.766 |
| Médaille de bronze | Denis Ablyazin           | Russie   | 6.800   | 8.900   |      | 15.700 |
| 4                  | Liu Yang                 | Chine    | 6.900   | 8.700   |      | 15.600 |
| 5                  | Ihor Radivilov           | Ukraine  | 6.800   | 8.666   |      | 15.466 |
| 6                  | You Hao                  | Chine    | 7.000   | 8.400   |      | 15.400 |
| 7                  | Danny Pinheiro Rodrigues | France   | 6.900   | 8.333   |      | 15.233 |
| 8                  | Dennis Goossens          | Belgique | 6.600   | 8.333   |      | 14.933 |